# Grahame-White

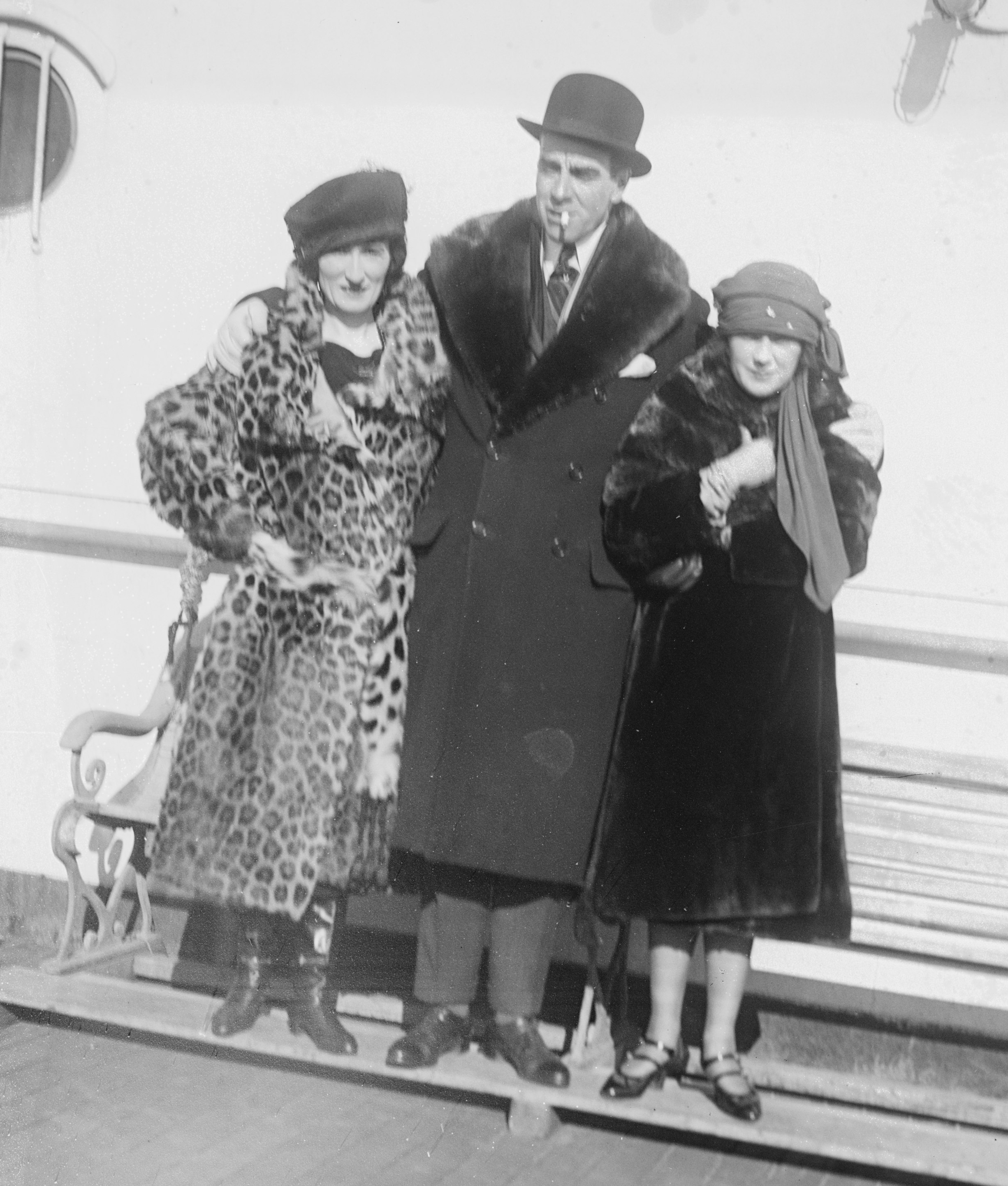
Claude Grahame-White und Familie

Grahame-White war ein britischer Flugzeughersteller und Hersteller von Cyclecars.
Die Firma wurde als Grahame-White Aviation Company 1911 von Claude Grahame-White (1879–1959) in Hendon Middlesex gegründet und baute viele bekannte und erfolgreiche Flugzeuge eigener Konstruktion. Während des Ersten Weltkrieges wurden in Lizenz Flugzeuge von Morane-Saulnier für die britische Luftwaffe hergestellt. 1920 wurde der Flugzeugbau komplett eingestellt.
Im selben Jahr firmierte die Gesellschaft in Grahame-White Company Ltd. um und stellte bis 1924 Cyclecars her. Zunächst entstand ein kleiner Roadster 3.3 hp mit luftgekühltem Einzylindermotor, der 348 cm³ Hubraum besaß. Im Jahr darauf wurde ihm der Typ 7 hp mit 689 cm³-Zweizylindermotor zur Seite gestellt, verschwand aber noch im selben Jahr wieder. 1924 kam ein Cyclecar mit wassergekühltem Vierzylinder-Reihenmotor von Dorman, der 1.094 cm³ Hubraum aufwies. Danach verschwand Grahame-White endgültig vom Markt.

## Flugzeugmodelle
- Grahame-White Baby
- Grahame-White Bantam
- Grahame-White Ganymede
- Grahame-White Type X Charabanc
- Grahame-White Type XI
- Grahame-White Type XV
- Grahame-White Type XIII
- Grahame-White Type 18
- Grahame-White Type 19

## PKW-Modelle

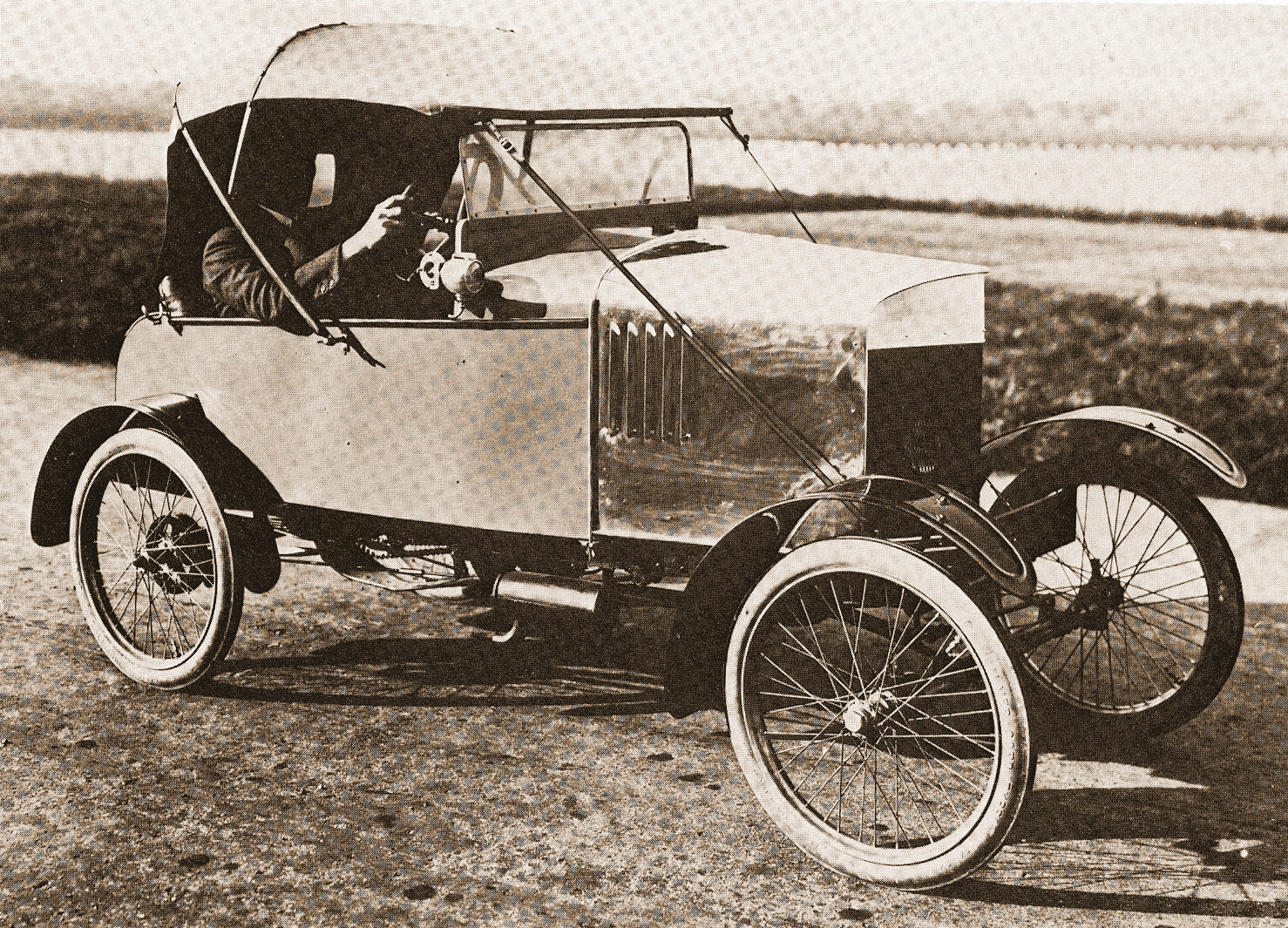
Grahame-White 3.3 hp (1920)

| Modell | Bauzeitraum | Zylinder | Hubraum  | Radstand | Gewicht                  |
| ------ | ----------- | -------- | -------- | -------- | ------------------------ |
| 3.3 hp | 1920–1924   | 1        | 348 cm³  | 1956 mm  | 203 kg (nur Fahrgestell) |
| 7 hp   | 1921        | 2 Reihe  | 689 cm³  | 2464 mm  | 254 kg (nur Fahrgestell) |
| 10 hp  | 1924        | 4 Reihe  | 1094 cm³ | 2464 mm  |                          |